# El Conciso
El Conciso fue un diario español publicado en la Cádiz asediada por los franceses desde el 24 de agosto de 1810 hasta el 11 de mayo de 1814. 
Apareció un mes antes de que se reuniesen las Cortes. En enero de 1814 se trasladó a Madrid. Era de formato reducido, medio pliego al principio (cuatro páginas en cuarto) y pliego entero (ocho) ocasionalmente (números dobles) y ya siempre desde el 1 de abril de 1811, en apretada tipografía. También publicaba números extraordinarios. Entre septiembre y diciembre de 1810, cuando aún no se publicaba el Diario de Cortes y El Conciso no tenía la competencia de los periódicos semanales o bisemanales, El Conciso ejerció el monopolio absoluto en las noticias de Cortes y por tanto tuvo una gran proyección sobre las distintas regiones de España y el extranjero (las sesiones de Cortes fueron extractadas desde El Conciso por José María Blanco White en su periódico El Español de Londres). La escasez de noticias hacía incluso que a veces se reimprimieran números atrasados. Sus crónicas parlamentarias suscitaban debates externos, como ocurrió con la idea de Agustín Argüelles de financiar la guerra con rentas eclesiásticas. T<mbién se sostuvo una discusión contra una supuesta falta de respeto al diputado americano José Mejía Lequerica y a partir del 10 de octubre de 1810, El Conciso, que siempre había mencionado a los diputados por su apellido a secas, empezará a usar sistemáticamente el «señor», en lo que toda la prensa lo imitó desde entonces. El Conciso siempre tomaba partido a favor de la libertad en un lenguaje medio y accesible y dejaba bien clara y liberal su opinión sobre las personas y sus ideas. Amonestó, por ejemplo, a las Cortes por su exceso de sesiones secretas y abogó porque existiera un debate público anterior al de la aprobación de las leyes, como en Inglaterra, donde estas leyes se discutían en tres ocasiones previas antes de votarse:

Según la Constitución de Inglaterra, antes de sancionarse una proposición de ley o decreto debe leerse en el parlamento tres veces en diferentes días prefijados, y a cada lectura ha de preceder formal resolución sobre si se ha de continuar o no tratando del asunto propuesto. De este modo, ninguna determinación puede arrancarse por sorpresa y se consigue además la gran ventaja de que el pueblo discurra y publique sus ideas en pro o en contra de la proposición, y ejerza la potestad legislativa sin los disturbios, intrigas y fraudes del gobierno republicano. Por este medio es muy difícil que llegue a sancionarse una ley perjudicial y la justa y útil se sanciona con aprobación de los que la han de obedecer y cumplir

Alcanzó a tener, según el polemista antiliberal Rafael Vélez, 2000 ejemplares de tirada al económico precio de cuatro cuartos; así que su difusión y éxito era muy superior a la media de la prensa de una época en que cada ejemplar era leído varias veces. Se publicaba en días alternos, pero desde abril de 1811 fue diario. El periódico se apuntó un gran tanto con «Aviso a los hombres sensibles» del doctor Villarino el día 20 de abril de 1811, donde se vertían graves acusaciones sobre las miserables condiciones en que se hallaban los enfermos del hospital militar de San Carlos en la Isla de León. El texto era muy breve, pero contundente.
Su director fue Gaspar María de Ogirando, y uno de sus redactores principales Francisco Sánchez Barbero, autor además de la mayoría de los versos de colofón a los artículos y noticias. Su fuerte eran las crónicas parlamentarias. Por desgracia, su vinculación al liberalismo lo llevó al presidio de Melilla, donde murió.
Entre sus colaboradores estaba José Robles. De inspiración liberal doceañista, publicaba informaciones de calidad sobre todo sobre las deliberaciones de las Cortes de Cádiz y la Guerra de la Independencia de España. También daba espacio a la polémica y a los artículos comunicados y fue un ardiente defensor de la libertad de imprenta. Desde el 28 de septiembre de 1810 tuvo un suplemento final de una sola hoja (dos páginas), denominado El Concisín. En enero de 1814 se trasladó a Madrid, pero la reacción absolutista del Manifiesto de los Persas acabó con él: el último número que publicó fue el 11 de mayo de 1814.